# Menhir de Couinandré
Le menhir de Couinandré est un menhir situé sur la commune de Plouescat, dans le département du Finistère en France.

## Historique
Il est classé au titre des monuments historiques par décret du 4 novembre 1970.

## Description
Le menhir est un bloc de granite porphyroïde. Il mesure environ 4,60 m de hauteur.
Il est situé à environ 120 m au nord-nord-ouest du dolmen de Creach-ar-Vren

## Annexe